# Francisco de Argañaraz y Murguía
Francisco de Argañaraz y Murguía, también citado como Francisco de Argañarás y Murguía (Amézqueta de la Hermandad de Guipúzcoa, Castilla la Vieja de la Corona de España, 25 de octubre de 1561 - San Salvador de Jujuy, Virreinato del Perú, 1604) fue un militar, explorador, conquistador y colonizador español, que en 1593 fundó la ciudad de San Salvador de Jujuy en la gobernación del Tucumán —en donde se había asentado la ciudad de Nieva de 1561 a 1562 y la aldea española de San Francisco de Álava de 1575 a 1576, en lo que actualmente es la República Argentina— y desde 1594 hasta 1596 se convertiría en el primer teniente de gobernador de Jujuy.

## Origen familiar y primeros años
Miembro de la casa de Amézqueta, Francisco de Argañaraz y Murguía habría nacido en el año 1561 o 1563 en el pueblo de vasco de Amézqueta, provincia de Guipúzcoa, hijo del capitán Martín Ochoa de Argañarás y Verasategui y de Leonor de Murguía y Salinas. Su madre era proveniente de los señoríos de Astigarraga, conocidos por sus roles durante las Guerras banderizas. Su padre, provenía de una familia hidalga que buscaba posición social en la época. Ya su abuelo paterno, Martín Ochoa de Argañarás Garicano había ganado renombre durante el secuestro del duque Juan Federico I de Sajonia, quien fue prisionero durante la Batalla de Mühlberg, bajo el reinado de Carlos V.
Su abuela paterna era descendiente de los señores de Amézqueta, Alcega y Berástegui. Siendo los Amézqueta una de las familias mayores que participó en las Guerras de Bandos entre 1350 y 1460, estos fueron descendientes de los reyes Sancho VI de Navarra, Alfonso VII de Castilla, Luis VII de Francia y Guillermo I de Inglaterra. Dichas casas nobles se resistían a terminar con las guerras de banderizos, por lo que fueron castigados y sus palacios derribados en 1465 por el rey Enrique IV. Así sus privilegios y patrimonio decayeron rápidamente.
Sobre su padre, Francisco escribió:

...e como el dicho mi padre hablaba lengua francesa, sin ser conocido de los enemigos entró en el dicho fuerte e mató a los centinelas y esta fue causa de que el dicho Adelantado ganase aquella tierra sin pérdida de ningún soldado...

Sin embargo, la prematura partida de su padre y su posterior muerte en combate, dejó a la familia imposibilitada de mantener tierras y propiedades heredadas. Si bien, al comienzo fueron administradas por su tío, Felipe de Murguía, en favor de la familia, la situación no mejoró. Francisco se crio entre adversidades económicas y una empeñada educación militar.
Una vez, ya en América, la casa solar y las propiedades quedaron a arrendadas a favor de su madre. Los últimos arrendatarios fueron sus parientes y colaboradores, Francés de Argañaraz y su esposa Magdalena de Sarestuain. Finalmente la situación financiera y sus gravámenes consumieron las propiedades a lo largo del tiempo.

## Viaje a la Sudamérica española
A mediados de 1584, con escasa edad y reconocido por sus antecedentes familiares, fue nombrado para acompañar a Juan Ramírez de Velasco, que había sido nombrado por la corona como gobernador de la provincia del Tucumán.
El flamante gobernador escribiría en cartas al rey:

"Hallé en ésta falta de gente principal. Traje conmigo siete u ocho caballeros conocidos como son don Pablo de Guzmán, hijo de Luis de Guzmán gobernador que fue de Popayán, con su mujer e hijos e a don Fernando de Toledo Pimentel sobrino de don Francisco de Toledo y a don Iñigo Ramírez mi sobrino e a don Francisco de Argañaraz e a tres hijos míos con otros hidalgos muy honrados..."

Partió hacia Andalucía, embarcándose en Sanlúcar de Barrameda en 1584, llegando a la ciudad de La Plata en noviembre de 1585 y en julio de 1586 arribó a Santiago del Estero, estableciéndose allí y fue regidor del cabildo. Se casó con Bernardina Mejía Mirabal, hija del reconocido conquistador Hernán Mejía Miraval, y participó en numerosos choques contra los indígenas.
Existían para ese entonces siete ciudades en la provincia —Santiago del Estero, San Miguel de Tucumán, Londres, Córdoba, Esteco, Salta y La Rioja— en las cuales se concentraba la totalidad de la población española. Sin embargo, dos zonas permanecían deshabitadas por españoles debido a la hostilidad de los indígenas que las habitaban: los valles Calchaquíes y la Quebrada de Humahuaca. En esta última, que servía de vía de comunicación con el Perú, en dos oportunidades habían fracasado las fundaciones de ciudades: Nieva (1561), que duró menos de dos años, y San Francisco de la Nueva Provincia de Álava (1563), que no llegó a cumplir un año.

## Fundador y teniente de gobernador de Jujuy
Ramírez de Velasco volvió a intentar la conquista: había encomendado la fundación de una ciudad en el valle de Jujuy al capitán Pedro de Trejo pero este no tuvo los medios para tan ambiciosa empresa ni convenció a los pobladores de Santiago del Estero de seguirlo. De modo que encargó la misión al ya experimentado Argañaraz. Con el fin de  facilitar el tránsito de personas y bienes hacia la zona minera del altiplano, a la vez que abrir un paso hacia el océano Atlántico. Este reunió gente suficiente en Salta y partió con cien españoles y numerosos indígenas hacia el valle de Jujuy, donde debió derrotar repetidas veces a los jujuyes, ocloyas y omaguacas antes de fundar, el 19 de abril de 1593, la ciudad de San Salvador de Jujuy. Asumió don Francisco el cargo de teniente de gobernador, justicia mayor y capitán a guerra de la nueva ciudad, que desempeñó con prudencia y sabiduría. La ciudad fue dotada de una jurisdicción que coincide con los límites aproximados de la actual provincia de Jujuy, más el este y noreste de la actual provincia de Salta.
En el año 1594 según las probanzas de méritos y servicios de Argañaraz el cacique Viltipoco  líder de la resistencia indígena fue capturado mientras descansaba, junto con otros caciques, luego de una larga jornada agrícola en las cercanías del actual pueblo de Purmamarca. Este hecho habría impedido que una gran revuelta indígena pusiera en peligro la supervivencia misma de la ciudad de Jujuy. Comenzaba la leyenda de un cacique que había tenido un rol protagónico en la época de los alzamientos pero que, no obstante su capacidad de movilizar una vasta cantidad de indígenas, había sido derrotado sin pelear. Una vez capturado Viltipoco fue bautizado con el nombre Diego. En enero de 1596 estando prisionero en San Salvador de Jujuy esperando su traslado para ser juzgado en Santiago del Estero, ciudad cabecera de la gobernación del Tucumán. La ciudad se pobló rápidamente, impulsada por el comercio entre el Tucumán y Potosí.
Argañaraz planeó hacer una campaña hacia las selváticas regiones ubicadas al este, en el valle de San Francisco, para enfrentar a los chiriguanos, pero un complicado pleito de jurisdicciones lo impidió: en 1594 se presentó en Jujuy el capitán Juan Ochoa de Zárate, con poderes otorgados por la Real Audiencia de Charcas para asumir el gobierno de la ciudad y ponerla en dependencia de la ciudad de Tarija. El cabildo de Jujuy optó por desobedecer a la Audiencia, mientras Argañaraz se trasladaba a Charcas, donde logró hacerse reconocer como teniente de gobernador. Ochoa de Zárate debió contentarse con la encomienda otorgada a su favor de los ocloyas y omaguacas. Por su parte, los pueblos de Casabindo, Cochinoca —estos dos en la Puna— y Palpalá quedaron bajo jurisdicción de los vecinos de Jujuy.
El maestre de campo don Francisco de Argañaraz y Murguía redactó su testamento en la ciudad por él fundada ante el escribano Juan Rodríguez de Figueroa, el 13 de enero de 1602. Entre sus bienes declara deudas impagas denunciadas y documentadas, además de sus mayorazgos en España; las encomiendas de Osas, Gaypetes, Tilcaras y Guizpitas, una estancia en el valle de Zapla y una fundición de metales en Cochinoca. Todo lo cual ordena a su mujer que a su muerte venda y arriende:

como mejor le pareciere y con lo producido, con los dichos nuestros hijos se vaya a vivir y gozar de las dichas casas de Argañaraz y Murguía y de todo lo demás que de derecho me perteneciere.

.
También junto a este testamento había aconsejado a su esposa regresar al País Vasco, pero ese deseo no se cumplió, y sus hijos permanecieron en el norte de la actual Argentina, con numerosa descendencia hasta la actualidad.
Históricamente se consideró que su muerte se produjo días después de escribir su testamento en 1602. En la actualidad, y sobre la base de nuevas investigaciones, los historiadores aceptan como más probable su muerte entre 1603 y 1604.

## Su aspecto físico según testigos de la época
De acuerdo a la ejecutoria de nobleza de 1581, los testigos repiten textualmente una descripción física de su gobernador, coincidiendo en que era:

" [...] de buen rostro, cariampollar y en el carrillo de la parte izquierda tiene una señal hecha como de fuego,
y es de mediana estatura y bien hecho, algo más pequeño que crecido."

## Historia del apellido toponímico y familia
El apellido fue originalmente "Argainaratz", es de origen vasco y es del tipo toponímico (como la mayoría de los apellidos de ese origen) su grafía está compuesta en lengua euskera, su significado aproximado sería: cumbre de rocas brillantes, haciendo alusión a la ubicación de la casa solar.
Durante la Edad Media tardía, el actual territorio de España estaba constituidos en diversos reinos medievales, que iban ganando territorio a los Califatos. Estos, con los años y a través de guerras, fueron absorbidos por las monarquías preponentes de Reino de Castilla y Reino de Aragón, siendo este el caso de gran parte de los territorios del antiguo Reino de navarra. 
El resto de los dominios navarros fueron fusionados a la Corona francesa, quedando así disuelto este antiguo reino. 
La Corona española (y posteriormente la Corona francesa) prohibió los dialectos y culturas ajenas a la lengua oficial, de modo que los súbditos debieron cambiar sus nombres, por lo que el apellido fue castellanizado a "Argañaras".
Con ese apellido llegó Francisco de Argañaraz a América. Tiempo después —poco antes de su muerte — comenzó a firmar con la "z" al final ("Argañaraz"). Se presume que este hecho fue como conmemoración a su tierra natal, puesto que en estos años también dio a conocer el escudo de armas de su familia materna,  y pidió que sus restos fueran repatriados a Astigarraga.
Con la partida de Francisco a América, su extenso linaje se radicó allí. El resto de su familia de origen fue reduciéndose, hasta desaparecer el apellido como tal en esas geografías.
Sin embargo, apellidos similares aún sobreviven. En España podemos encontrar apellidos: "Arga", "Argiñano", y hasta un pequeño poblado en Navarra de nombre Arguiñáriz. Mientras en Francia, la grafía cambia, y se puede encontrar apellidos como "D'Argaignarats" y "Argaignaratz", aunque el posible vínculo de todos estos aún es materia de estudio.

## Torre Murgía
En el año 2020 la Empresa Villanueva e Hijos inauguró una torre de edificios en la ciudad de San Salvador de Jujuy. El nombre de la torre es Murguía debido a que se encuentra situado en la calle Francisco de  Argañaraz. Lo histórico y lo moderno a través del arte y el diseño. Departamentos de 1, 2 y 3 dormitorios con asador en balcón y terraza. Se puede recorrer la historia de Jujuy piso por piso. Los acontecimientos históricos más importantes pintados por el artista plástico jujeño Ariel Cortez y descriptos por el historiador Diego Citterio. Un edificio emblemático que revaloriza nuestra historia.